# 埃阿·穆金·泽瑞
埃阿·穆金·泽瑞 （约公元前1008年前后在位）（英語：Ea-mukin-zeri）巴比伦第五王朝国王之一。承袭为政变所推翻的西姆巴尔·什帕克之位。在位仅约数月，局势动荡不安，史家众说纷纭。死后由卡什舒·那丁·阿海继任君位。